# Martin Balsam
Martin Balsam (født 4. november 1919 i New York City, USA, død 13. februar 1996 i Roma, Italien) var en amerikansk skuespiller.
Han var en eftertragtet skuespiller, mest kendt i rollen som detektiven i Alfred Hitchcocks Psycho fra 1960. Han vandt en Oscar for bedste mandlige birolle for sin rolle som Arnold Burns i filmen A Thousand Clowns.
1957-1962 var han gift med skuespillerinden Joyce Van Patten.